# Joseph Babiński

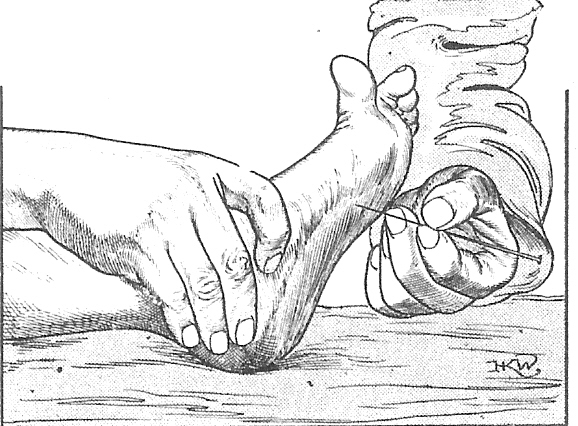
Prueba del reflejo de Babinski.

Joseph Jules François Félix Babinski (en polaco Józef Julian Franciszek Feliks Babiński) (París, 17 de noviembre de 1857 - París 29 de octubre de 1932) fue un neurólogo franco-polaco. Es reconocido mundialmente por el signo de Babinski de 1896, un reflejo plantar patológico indicativo de daño en la vía corticoespinal.

## Biografía
Babinski era hijo de un oficial militar polaco, Aleksander Babiński (1824-1889), y su esposa Henryeta Weren Babińska (1819-1897). En 1848 la familia huye  de Varsovia a París debido a un reinado zarista de terror instigado para detener los intentos polacos de lograr la independencia y romper la unión entre el Congreso de Polonia y el Imperio ruso .
Babinski estudió en la Universidad de París, obteniendo su graduación en 1884. Estudió con el profesor Jean-Martin Charcot en el Hôpital de la Salpêtrière siendo uno de sus alumnos predilectos.
La muerte de Charcot en 1893 le deja sin su principal apoyo lo que le deja sin participar en la calificación de competiciones académicas. Libre de los deberes de la enseñanza, Babinski empieza a trabajar en el hospital de la Pitié, trabajo que le deja tiempo libre para la investigación neurológica. 
Babinski comienza a interesarse por la patogénesis de la histeria siendo el primero en presentar criterios de diagnóstico diferenciados aceptables para separar histeria de enfermedades orgánicas, y acuñó el concepto de pitiatismo
En 1896 en una reunión de la Société de Biologie, Babinski presenta las primeras 26 líneas de su trabajo titulado «fenómeno de los dedos del pie» por primera vez, en el que explica la base del reflejo de Babinski, el neonato estira y gira los pies hacia dentro cuando se le roza el empeine exterior (lado del pie).
Durante la Primera Guerra Mundial se encarga de numerosos traumas neurológicos en el hospital de Pitié.
Fue profesor de neurología en la Universidad de París.
Los últimos años de su vida padeció de enfermedad de Parkinson, pero vivió lo suficiente para ver sus logros en la neurología francesa internacionalmente reconocida. Fue honrado por la sociedad neurológica americana y varias sociedades extranjeras.

## Obra
Durante su vida escribió sobre doscientos escritos sobre las afecciones nerviosas. Cabe destacar:
- Phenomène des orteils (fenómeno de los dedos del pie)
- Hysteropithiatisme en Neurologie de Guerre (1917), escrito junto a Froment

## Epónimosasociados

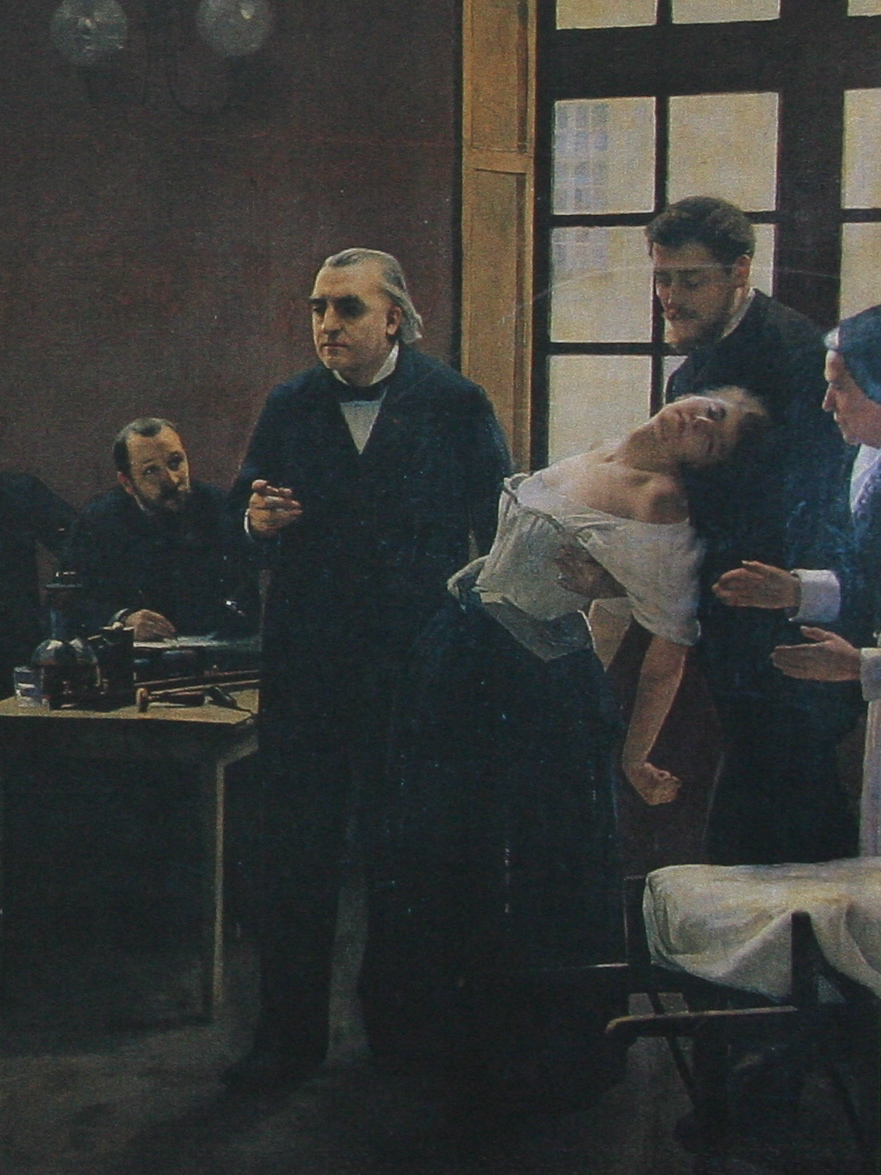
Jean-Martin Charcot (1825 - 1893) durante una lección con una paciente histérica, en el Hôpital de la Salpêtrière, y Joseph Babinski sosteniéndola

- Reflejo de Babinski: un reflejo patológico en dónde el neonato estira y gira los pies hacia dentro cuando se le roza el empeine exterior (lado del pie), relacionado con el signo de Babinski en el adulto.[3]
- Síndrome de Anton-Babinski: más conocida como ceguera de Anton (en honor a Gabriel Anton). Ceguera ocasionada por un daño en el lóbulo occipital

- Distrofia adiposogenital o síndrome de Babinski-Fröhlich.
- Síndrome Babinski-Froment
- Síndrome Babinski-Nageotte
- Síndrome Babinski-Vázquez
- Test Babinski-Weil
- Regla Babinski-Jarkowski, para la localización de lesiones medulares